# Frederick Calvert, VI barone Baltimore
Frederick Calvert (Epsom, 6 febbraio 1731 – Napoli, 4 settembre 1771) è stato un nobile inglese, ultimo discendente nella linea dei baroni di Baltimore.

## Biografia
Sebbene esercitasse un potere quasi feudale nella provincia del Maryland, non si recò quasi mai nella colonia, si disinteressò alla politica e amministrò le sue proprietà principalmente come fonti di entrate per finanziare uno stile di vita stravagante e spesso scandaloso. Nel 1768 fu accusato di rapimento e stupro da Sarah Woodcock, una commessa di un negozio di cappelli (a Tower Hill). Pur assolto dalla giuria, Calvert lasciò l'Inghilterra poco dopo tempo, e non si riprese mai pienamente dallo scandalo pubblico che circondò il processo. Perseguitato dalle critiche e da una salute precaria, contrasse la febbre e morì a Napoli all'età di 40 anni.

### Primi anni
Fu il primogenito di Charles Calvert, quinto barone di Baltimore, terzo governatore proprietario del Maryland (1699–1751). Gli fu dato il nome del suo padrino, Frederick, principe del Galles, primogenito di Giorgio II e padre di Giorgio III. Ancora giovane, si stabilì all'Eton College, dove ricevette un'istruzione classica. Calvert aveva due sorelle: Caroline, nata intorno al 1745, e Louisa.

### Età adulta

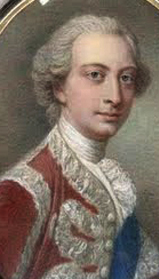
Frederick Calvert, 6° Lord Baltimore

Nel 1751 Charles Calvert morì e Frederick, a soli 20 anni, ereditò da suo padre il titolo di Barone di Baltimore e quello di proprietario-Governatore della Provincia del Maryland, diventando allo stesso tempo un facoltoso nobile in Inghilterra e una potente figura politica nella colonia.
Frederick beneficiò di una rendita terriera e immobiliare pari a circa £ 10.000 al mese, una somma immensa per l'epoca. Inoltre, deteneva azioni della Banca d'Inghilterra e una tenuta a Woodcote Park, nel Surrey.

### Maryland
Il suo autoritarismo generò un crescente malcontento popolare e la richiesta da parte dell'assemblea legislativa di porre fine al suo potere nel Maryland. Calvert, tuttavia, si disinteressò poco alla colonia e, a differenza dei suoi predecessori, non vi mise mai piede. Preferì vivere in Inghilterra e nel continente europeo, in particolare in Italia e, per un periodo a Costantinopoli, dalla quale l'accusa di aver mantenuto un harem privato lo costrinse a partire. Nel complesso, Calvert visse un'esistenza di svago e poesia, considerando la Provincia del Maryland poco più di una fonte di entrate.
Nella seconda del 1750, solo il Maryland rifiutò di pagare la propria quota della spesa militare necessaria ad assicurare la difesa delle colonie durante la guerra franco-indiana. Calvert era propenso ad introdurre nuove tasse, ma solo a patto di non essere personalmente toccato nelle sue proprietà. Benjamin Franklin in seguito scrisse: "È vero, il Maryland non ha contribuito per la propria quota, ma a mio avviso, fu un fallimento del governo e non del popolo". Calvert curò personalmente la disputa con William Penn, proprietario della Pennsylvania, in merito ai confini della sua proprietà.

### Matrimonio
Il 9 marzo 1753, sposò Lady Diana Egerton (3 marzo 1732 – 13 agosto 1758), figlia più giovane di Lady Rachel Russell e di Scroop Egerton, I duca di Bridgewater. Il patto matrimoniale non ebbe successo e la coppia trascorse la maggior parte della propria vita famigliare in modo indipendente l'uno dall'altro.
Non ebbero alcun figlio, finché nel maggio del 1756 riuscirono a separarsi formalmente, a motivo di una "incompatibilità di carattere". Nel 1758, Lady Diana morì per una ferita subita da una caduta da una carrozza sportiva (mentre il marito la accompagnava come guidatore). Sebbene Calvert fosse stato sospettato di omicidio, nessuna imputazione fu mai mossa nei suoi confronti.

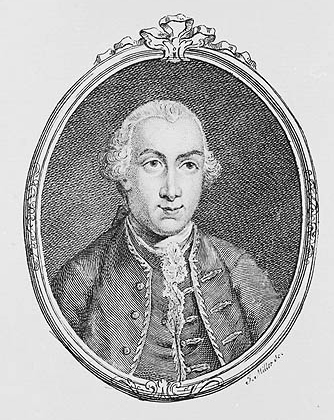
Litografia di Frederick Calvert, 6º signore di Baltimore

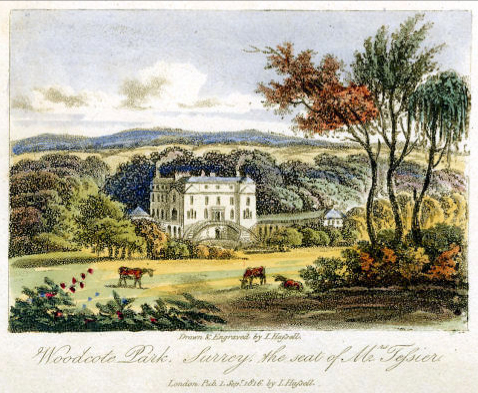
Tenuta della famiglia Calvert a Woodcote Park, nel Surrey (litografia di John Hassell, 1816 ca)

La reputazione di Calvert per la sua vita esotica si diffuse rapidamente. Nel 1764 James Boswell (1740–1795) iniziò il suo Grand Tour dell'Europa, dopo aver sentito che Baltimore "viveva a Costantinopoli come un turco, con il suo serraglio tutto intorno a lui". Boswell osservò anche che Baltimore "…visse lussuosamente e infiammò il suo sangue, poi divenne malinconico e timoroso, e iniziò ad assumere costantemente medicine … condusse una vita strana, selvaggia, inutile per il suo paese". Calvert trascorse molto tempo in Italia: lo storico dell'arte tedesco Johann Joachim Winckelmann, suo contemporaneo, lo descrisse come "uno di quegli esseri sfiniti, un inglese impazzito, che aveva perso ogni decenza fisica e morale".
Calvert era talmente affascinato dai turchi ottomani che, al suo ritorno in Inghilterra nel 1766, abbatté parte della sua casa di Londra per ricostruirla nello stile di un harem turco. 

Spese folli interessarono anche la sua tenuta di famiglia a Woodcote Park. Secondo Walpole, Calvert sperperò un'ingente quantità di denaro, arredando gli interni della dimora secondo uno stile francese "osceno" e "ridicolo".
Nel 1767 pubblicò il resoconto dei suoi viaggi in Oriente, intitolato A tour to the East, in the years 1763 and 1764: with Remarks on the City of Constantinople and the Turks. Also Select Pieces of Oriental Wit, Poetry and Wisdom. Secondo Horace Walpole, il libro dimostrava come "un uomo può viaggiare senza osservare, ed essere un autore senza idee". Lo scritto fu menzionato da un personaggio del romanzo epistolare The Expedition of Humphry Clinker di Tobias Smollett.

### Scandalo e declino

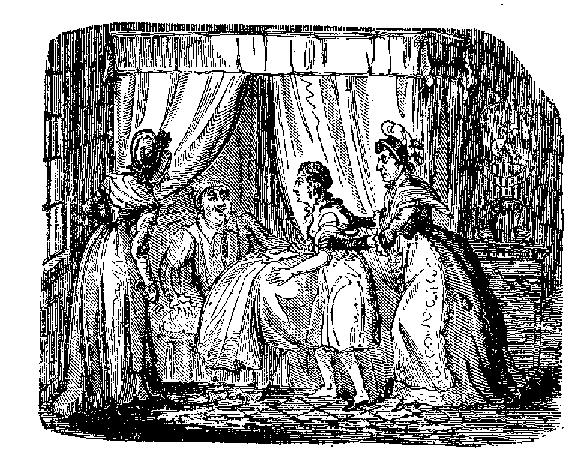
Illustrazione del XVIII secolo relativa alla presunta introduzione di Sarah Woodcock a Lord Baltimore, che fu accusato di stupro nel 1768, ma fu assolto velocemente

Nel 1768, Calvert fu accusato di rapimento e stupro da Sarah Woodcock, una commessa che gestiva un noto negozio di cappelli a Tower Hill. Fu deferito alla corte d'assise di Kingston upon Thames, davanti alla quale si professò innocente. Dopo un'ora e venti minuti di Camera di Consiglio, la giuria decise per l'assoluzione, ritenendo che la Woodcock non avesse posto in atto alcun reale tentativo di fuga.
Nel 1768, Sophia Watson, una delle amanti di Calvert, pubblicò a Londra un'autobiografia intitolata Memoirs of the Seraglio of the Bashaw of Merryland, by a Discarded Sultana. Il protagonista del libro fu subito identificato con Calvert da parte degli spettatori di un processo, che era stato causa di scandalo e pettegolezzo." Sultana Watson fu prodiga di dettagli intimi della vita nel serraglio, insinuando che il barone Baltimore fosse a malapena in grado di soddisfare un'amante, ma certamente non otto di loro.
Una volta assolto, Frederick lasciò l'Inghilterra, presumibilmente sperando che la sua notorietà non si estendesse all'Europa. In questo sembra essere stato almeno in parte corretto, poiché nel luglio 1769 l'ambasciatore britannico in Russia riferì che "Lord Baltimore arrivò qui la scorsa settimana dalla Svezia, ebbi l'onore di presentarlo all'imperatrice che si mostrò lieta di ricevere un signore estremamente gentile". In ogni caso, il rispetto della legge da parte di Calvert non sembra aver influenzato le sue non abitudini di vita fuori dall'ordinario. Il conte Maximilian von Lamberg descrisse i viaggi di Calbert con le seguenti parole:
(Maximilian von Lamberg, cit. di Susan Lamb, 2009)
Il testo di von Lamberg pone in evidenza le difficoltà finanziarie di Calvert, che nel 1768 decise di realizzare la vendita della tenuta di famiglia di Woodcote Park, con un tappezziere di Soho, all'apparenza facoltoso.

### Ultimi anni
Calvert non ritornò più in Inghilterra. Viaggiò nel continente, "in costante movimento ... per non sapere dove avrebbe dovuto essere seppellito". A settembre del 1771 contrasse la febbre a Napoli e morì. Il suo corpo fu restituito a Londra, esposto presso la Great Room of Exeter Exchang, a Strand, e fu sepolto nella capella di famiglia a St. Martin, con un funerale in pompa magna.
Secondo il Gentleman's Quarterly: "Sua Signoria ferì la sua reputazione in vita con le pratiche seduttive, in una misura tale che la popolazione non prestò attenzione a ricordarle lui da morto, ma si ricordò di depredare la camera funebre, nella quale riposava il suo corpo nel momento in cui fu rimosso".

Fu quindi traslato a Epsom, nel Surrey.

## Il Maryland e la Guerra d'Indipendenza
Nel suo testamento, Calvert lasciò in eredità il Palatinato del Maryland all'allora tredicenne, Henry Harford (1758-1813), figlio maggiore illegittimo avuto con Hester Whelan.
Ciò avvenne contro i desideri della sua famiglia, sebbene Calvert pagasse un assegno alimentare di 20.000 sterline dell'epoca alle sue due sorelle minori Louisa e Caroline. Sebbene fosse riconosciuto come erede dalla comunità dei coloni, forse perché lieta di essersi sbarazzata di Frederick, Harford assistette all'impugnazione dell'atto testamentario da parte della sorella di Calvert, Louisa Calvert Browning, che non intendeva riconoscerlo come erede universale.
Prima che il caso potesse essere iscritto a ruolo alla Court of Chancery, per un giudizio secondo gli usi e secondo equità, gli eventi in America cambiarono per sempre il corso della storia del Maryland. Sfortunatamente per il giovane Henry, appena maggiorenne, il Maryland finì travolto alla rivoluzione americana del 1776 in una guerra contro la Gran Bretagna. Alla fine del conflitto, Henry Harford perse quasi tutti i suoi possedimenti coloniali, sebbene gli fosse rimasta un'importante eredità nella madrepatria.

## Eredità e retaggio

Stemma dei Baroni Baltimore

Bandiera ufficiale dello Stato del Maryland

Calvert non era generalmente ben considerato dai suoi contemporanei. Uno lo descrisse come "di corporatura gracile, presuntuoso, frivolo e dissipato, ma nonostante tutto generoso e simpatico... [un uomo] che si è consegnato ad una vita di piacere". Un altro lo definì come "un malfamato, depravato e dissoluto". Similmente, i posteri non risparmiarono le loro critiche.

Alcuni sostengono che la contea di Frederick, nel Maryland, porti il nome dell'ultimo barone di Baltimore, ma tale ipotesi non è stata mai dimostrata.
La bandiera ufficiale dello stato del Maryland, unica fra i 50 Stati confederati, riproduce il suo stemma familiare.